# Црквине (Рогатица)
Црквине су географски локалитет у општини Рогатица, у Републици Српској, Босни и Херцеговини. Налазе се између јужне падине планине Деветак и села Рађевићи и Бабљак.

## Географија
До локалитета води шумски пут који се одваја од регионалне саобраћајнице Рогатица – Борике – Будета – Хан Пијесак. Пут дуг око 1.600 метара пролази кроз борову и оморову шуму и завршава се на пространој висоравни. Захваљујући положају, локација је погодна за повремени боравак, сточарство и има историјски значај.

## Историјски значај
Назив „Црквине” потиче од остатака старе богомоље за коју се, према предању, верује да је подигнута у 13. веку и била посвећена Светом Јовану Претечи. По народном предању, овде је Краљ Драгутин из династије Немањићи имао летњиковац у којем се сусретао са баном Котроманићем.